# Júlio de Sousa

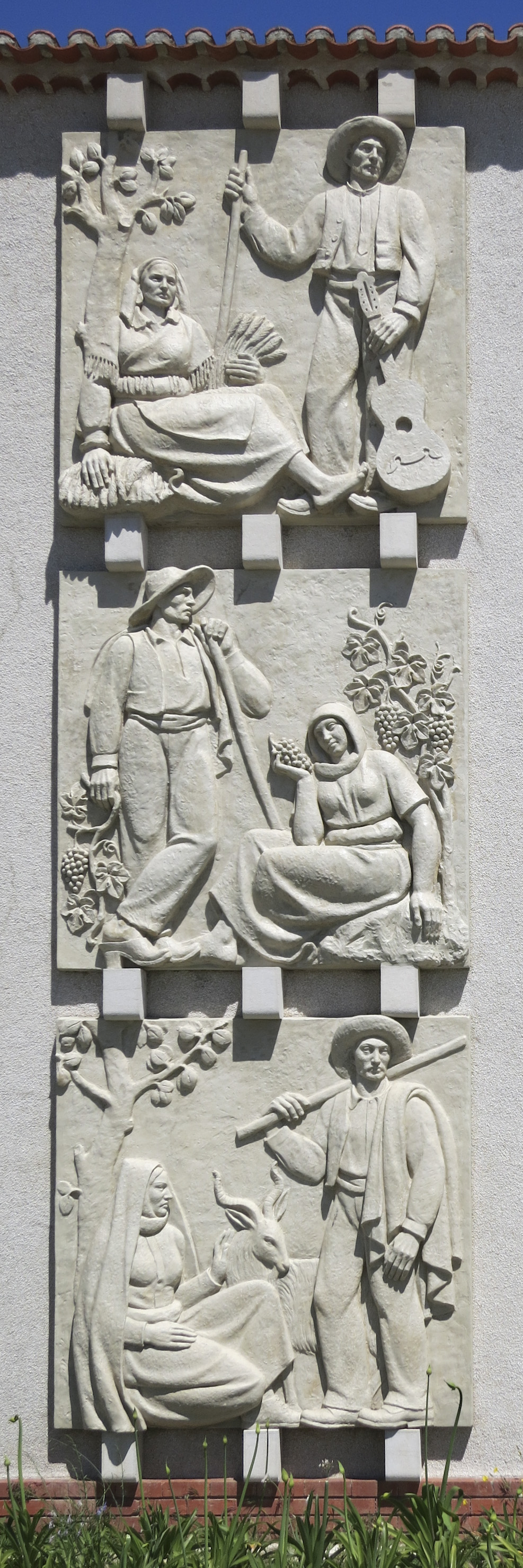
Baixos-relevos, fachada poente do Museu de Arte Popular, Lisboa

Júlio de Sousa (Julho de 1906 — 1 Agosto de 1966) foi um escultor, pintor, compositor e poeta português.

## Biografia / Obra
Nasceu na freguesia de Santos-o-Velho, Lisboa. Frequentou a Escola de Belas-Artes de Lisboa. Dedicou-se a uma multiplicidade de áreas, nomeadamente à escultura e pintura, ao desenho de figurinos para o teatro, à cenografia. Foi também declamador, compositor e poeta, tendo publicado livros de poemas, entre os quais: Jogo Perdido (1956), História da Menina Triste, Saudade Vai-te Embora (1963) e Beijei a Lua (1965). Foi autor de fados como Fado da Loucura (interpretado pela sua irmã, a fadista Maria Amélia). Foi proprietário de uma casa de fados na Rua da Barroca, Lisboa, onde expunha os seus trabalhos e declamava versos (com acompanhamento ao piano de Mariana Silva).
Pertencente à segunda geração de artistas modernistas portugueses, Júlio de Sousa realizou, entre outras obras, "estatuetas humorísticas de barro, ou num processo seu original, de trapo, em caricaturas notáveis que também praticava em desenho" (veja-se, por exemplo, a sua caricatura de Adelina Ramos). Assinalem-se ainda dois conjuntos de baixos-relevos com cenas alusivas a atividades rurais e piscatórias das diferentes regiões do País, instalados na fachada poente do Museu de Arte Popular, Lisboa (os relevos foram realizados no âmbito do projeto de adaptação do anterior Pavilhão da Secção da Vida Popular da Exposição do Mundo Português, 1940, que deu origem ao atual Museu de Arte Popular, inaugurado em 1948).
Está representado em coleções públicas e particulares, nomeadamente no Museu Nacional do Teatro; algumas das suas obras integraram a exposição "Os Anos 40 na Arte Portuguesa", Fundação Calouste Gulbenkian, 1982.

Adelina Ramos, não datado
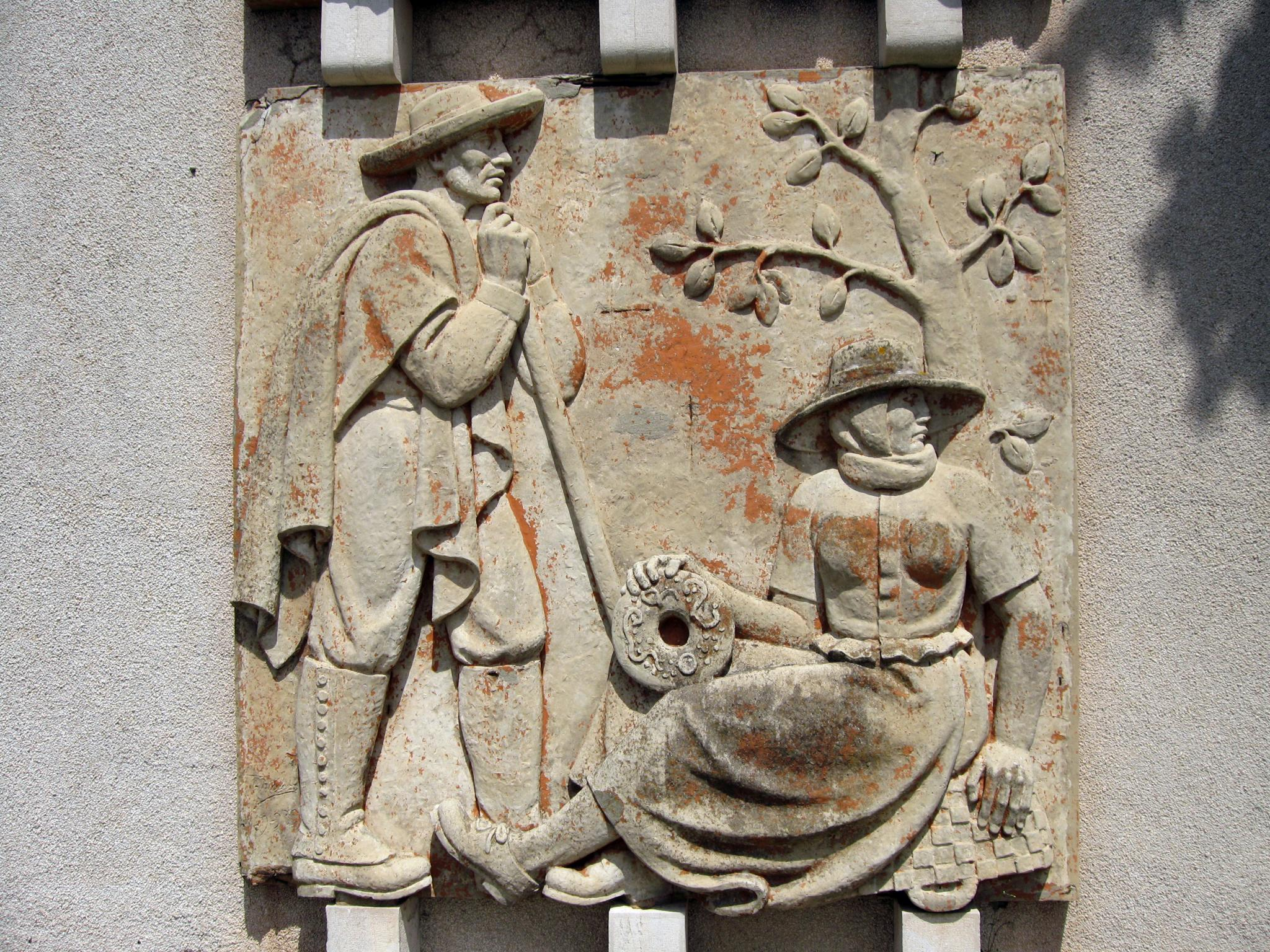
Baixo-relevo, fachada poente do Museu de Arte Popular, Lisboa